# Erich Probst
Erich Probst (Bécs, 1927. december 5. – 1988. március 16.) osztrák labdarúgócsatár.
Az osztrák válogatott színeiben részt vett az 1954-es labdarúgó-világbajnokságon.